# Searchlight Pictures
Searchlight Pictures (vor der Umbenennung Fox Searchlight Pictures) ist ein Schwesterstudio von 20th Century Studios, dessen Tochterunternehmen es vor der Teilübernahme von 21st Century Fox durch Disney war. Das 1994 gegründete Studio hat sich besonders auf britische sowie Independentfilme spezialisiert. Des Weiteren werden auch sogenannte Dramedies und Horrorfilme mit relativ niedrigem Budget produziert.
Bekannte Filme von Fox Searchlight sind u. a. Black Swan, Juno, 28 Days Later, (500) Days of Summer, Shape of Water, Three Billboards Outside Ebbing, Missouri und Slumdog Millionär. Letzterer brachte dem Studio erstmals einen Oscar für den besten Film ein.

## Liste von Filmen

### Auswahl von Filmen ab 2000
- Kick It Like Beckham (2003; Budget: n/a; Einnahmen: 76.583.333 $)
- Garden State (2004; Budget: 2,5 Mio. $, Einnahmen: 35,825,316 $)
- The Hills Have Eyes (2006; Budget: 15 Mio. $; Einnahmen 69.623.713 $)
- Little Miss Sunshine (2006; Budget: 8 Mio. $; Einnahmen: 100.523.181 $)
- Der letzte König von Schottland (2006; Budget: 6 Mio. $; Einnahmen: 48.363.516 $)
- Darjeeling Limited (2007; Budget: n/a; Einnahmen: 35.078.918 $)
- The Wrestler (2008; Budget: 6 Mio. $; Einnahmen: 44.703.995 $)

### Filme ab 2010
- My Name Is Khan (2010; Budget: n/a; Einnahmen: 42.345.360 $)
- 127 Hours (2010; Budget: 18 Mio. $; Einnahmen: 60.738.797 $)
- Another Earth (2011; Budget: n/a; Einnahmen: 1.776.935 $)
- The Descendants – Familie und andere Angelegenheiten (2011, Budget: n/a; Einnahmen: 87.266.239 $)
- Beasts of the Southern Wild (2012, Budget: 1.800.000 $; Einnahmen: n/a)
- 12 Years a Slave (2013, Budget: 20 Mio.; Einnahmen: 35,631,688 $)
- Birdman oder (Die unverhoffte Macht der Ahnungslosigkeit) (2014/2015)
- Three Billboards Outside Ebbing, Missouri

Quelle: 